# Франкто де Куаньи, Франсуа-Анри де
Мари-Франсуа-Анри де Франкто, герцог де Куаньи (фр. Marie-François-Henri de Franquetot, duc de Coigny; 28 марта 1737, Париж — 19 мая 1821, там же) — французский военачальник-роялист, эмигрант, маршал Франции периода Реставрации Бурбонов.

## Биография
Сын Жана-Антуана-Франсуа де Франкето, маркиза де Куаньи, и Мари-Терезы-Жозефы-Корантины де Неве, внук маршала Куаньи.
Начал служить в пехоте в 15 лет. Участвовал в Семилетней войне, в частности, в неудачной для французов Битве при Крефельде. В 1771 году стал генерал-полковником драгунов, и вскоре после этого — губернатором города Камбре.
Во время революции стал депутатом от дворянства в Генеральных штатах, но уже в 1791 году эмигрировал и вступил в армию Конде. Входил в число приближённых проживавшего в эмиграции Людовика XVIII, какое-то время служил в португальской армии.
В 1814 году вернулся во Францию вместе с королём, который вскоре решил произвести в маршалы Франции нескольких лиц. На тот момент звание маршала носил целый ряд прославленных военачальников Наполеона. Король посмертно присвоил титул маршал шуану Жоржу Кадудалю, казнённому за покушение на Наполеона и генералу Жан-Виктору Моро, погибшему, сражаясь против французов в битве при Дрездене. Прижизненно были произведены в маршалы: военный министр Наполеона Кларк, герцог Фельтрский, кабинетный генерал, одним из первых поддержавших идею низложения императора; республиканец маркиз Бернонвиль, сыгравший в своё время важную роль в организации революционной армии, но остававшийся при Наполеоне практически не у дел и приветствовавший возвращение Бурбонов; и два пожилых аристократа-эмигранта — герцог де Куаньи и маркиз де Виомениль.
Герцог Куаньи стал также пэром Франции и губернатором парижского Дома Инвалидов. Скончался в Париже.